# Багхели
Багхели (дев. बघेली или बाघेली; Bagelkhandi, Bhugelkhud, Gangai, Godwani Kawathi, Kawathi, Kenat, Kevat Boli, Kevati, Kewani, Kewat, Kewati, Kewot, Kumhari, Mandal, Mannadi, Riwai) — индоарийский язык области Багхелкханд в центральной Индии. Часто считается диалектом хинди, в том числе и согласно данным отчёта переписи населения Индии (Census of India, 2001).
Носители багхели проживают преимущественно в 11 округах штата Мадхья-Прадеш (Рева, Сатна, Сидхи, Шахдол, Умария, Ануппур, Джабалпур, Мандла, Чхиндвара, Диндори и Панна), в 4 округах штата Уттар-Прадеш (Праяградж, Мирзапур, Банда и Хамирпур), в 2 округах штата Чхаттисгарх (Биласпур и Кория), а ещё в округе Моранг зоны Коси в Непале.

## История
Язык багхели известен с XIII века. Багхели — региональный язык. используемый как для коммуникации как среди носителей, так и в качестве средства общения разных этнических групп.
Дж. Грирсон в своём труде Linguistic survey of India, определял багхели, как индоарийский язык, относящися к группе «восточный хинди». Исследователь Бхагавати Прасад Шукла придерживается этой же точки зрения, выделяя «чистый багхели», «западный смешанный багхели» и «южный ломаный багхели».
Оценки числа носителей колеблются:
| Источник        | Оценка числа носителей                              |
| SIL             | 7 760 000 (в Индии, 2004); 136 953 (в Непале, 2001) |
| Census of India | 2 865 011 (2001)                                    |

В багхели выделяют диалекты ремаи, риваи, годвани (в ходу у гондов) и кумхари (в ходу у кумхарцев).